# 馬爾伯勒 (康乃狄克州)
馬爾伯勒（英語：Marlborough）是一個位於美國康乃狄克州哈特福縣的城鎮。

## 地理
馬爾伯勒的座標為41°38′07″N 72°29′14″W / 41.63528°N 72.48722°W，而該地的平均海拔高度為164米（即538英尺）。

## 人口
根據2010年美國人口普查的數據，馬爾伯勒的面積為60.90平方千米，當中陸地面積為60.50平方千米，而水域面積為0.40平方千米。當地共有人口6,404人，而人口密度為每平方千米105人。